# Żerosławice
Żerosławice – wieś w Polsce położona w województwie małopolskim, w powiecie myślenickim, w gminie Raciechowice. Znajduje się na Pogórzu Wiśnickim.
W latach 1975–1998 miejscowość administracyjnie należała do województwa krakowskiego.

## Zabytki
Obiekt wpisany do rejestru zabytków nieruchomych województwa małopolskiego.
- Dworskie założenie parkowe ze stawem i kapliczką św. Jana Nepomucena, park.

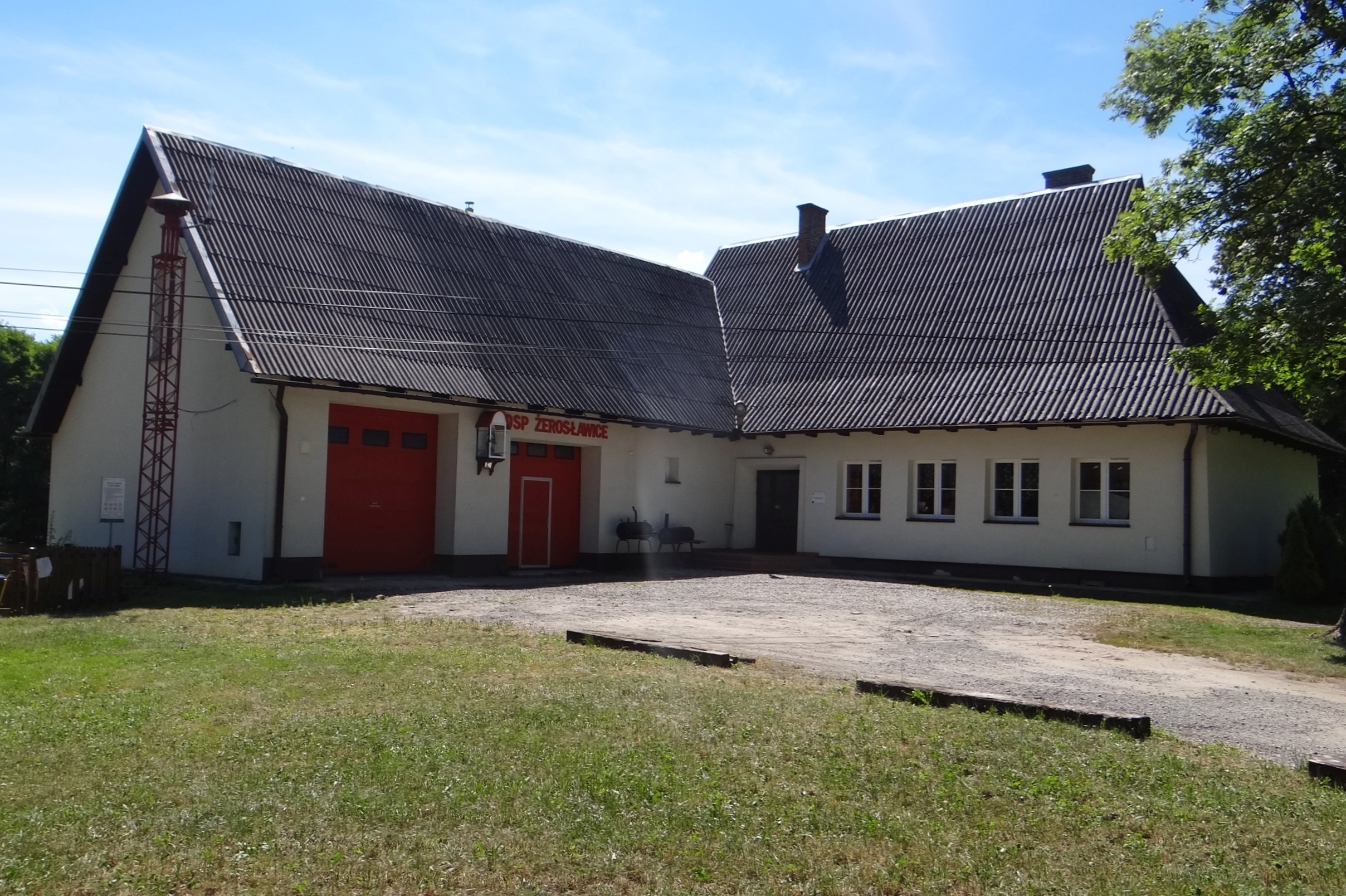
Remiza OSP
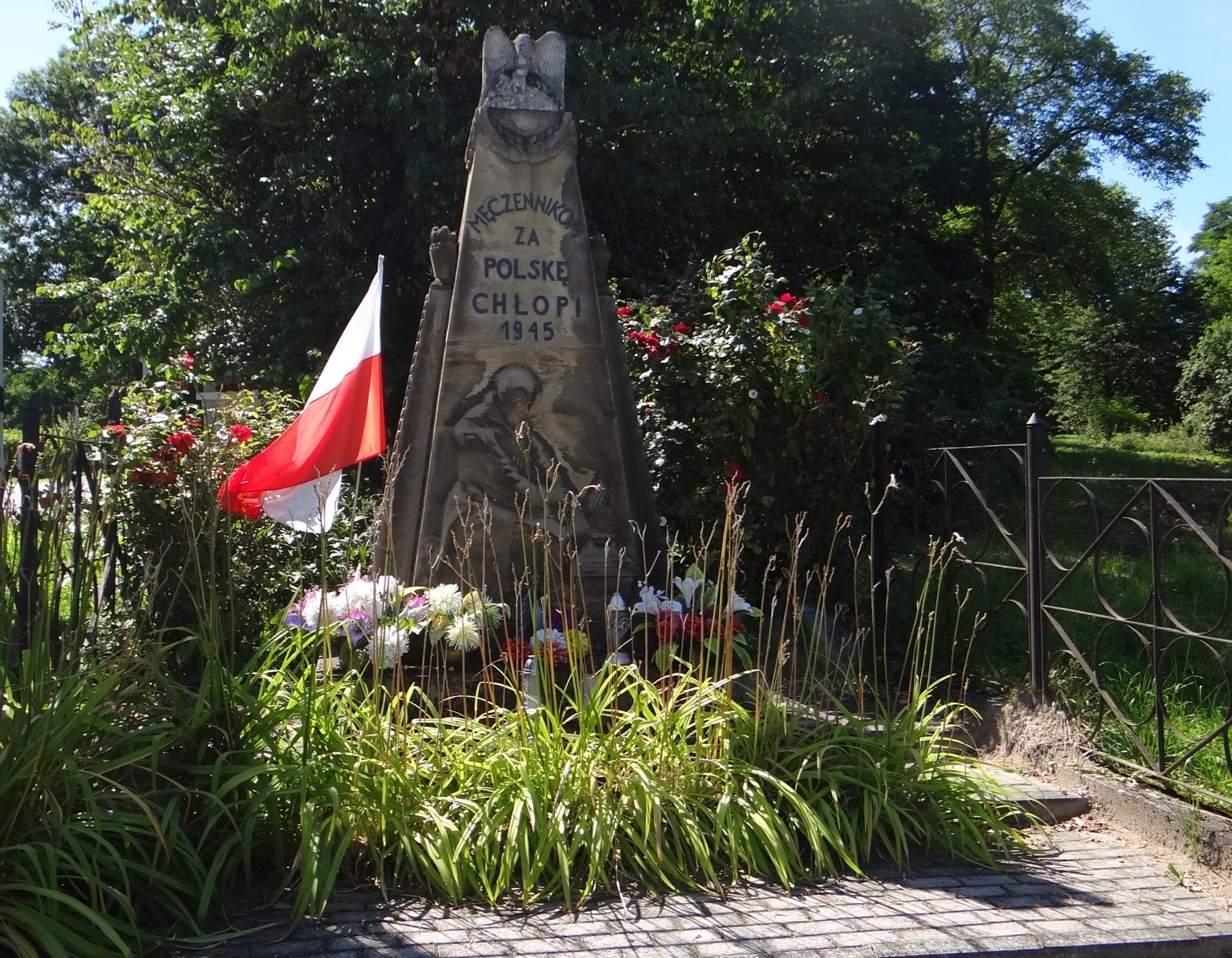
Pomnik chłopów, męczenników 1915 r.
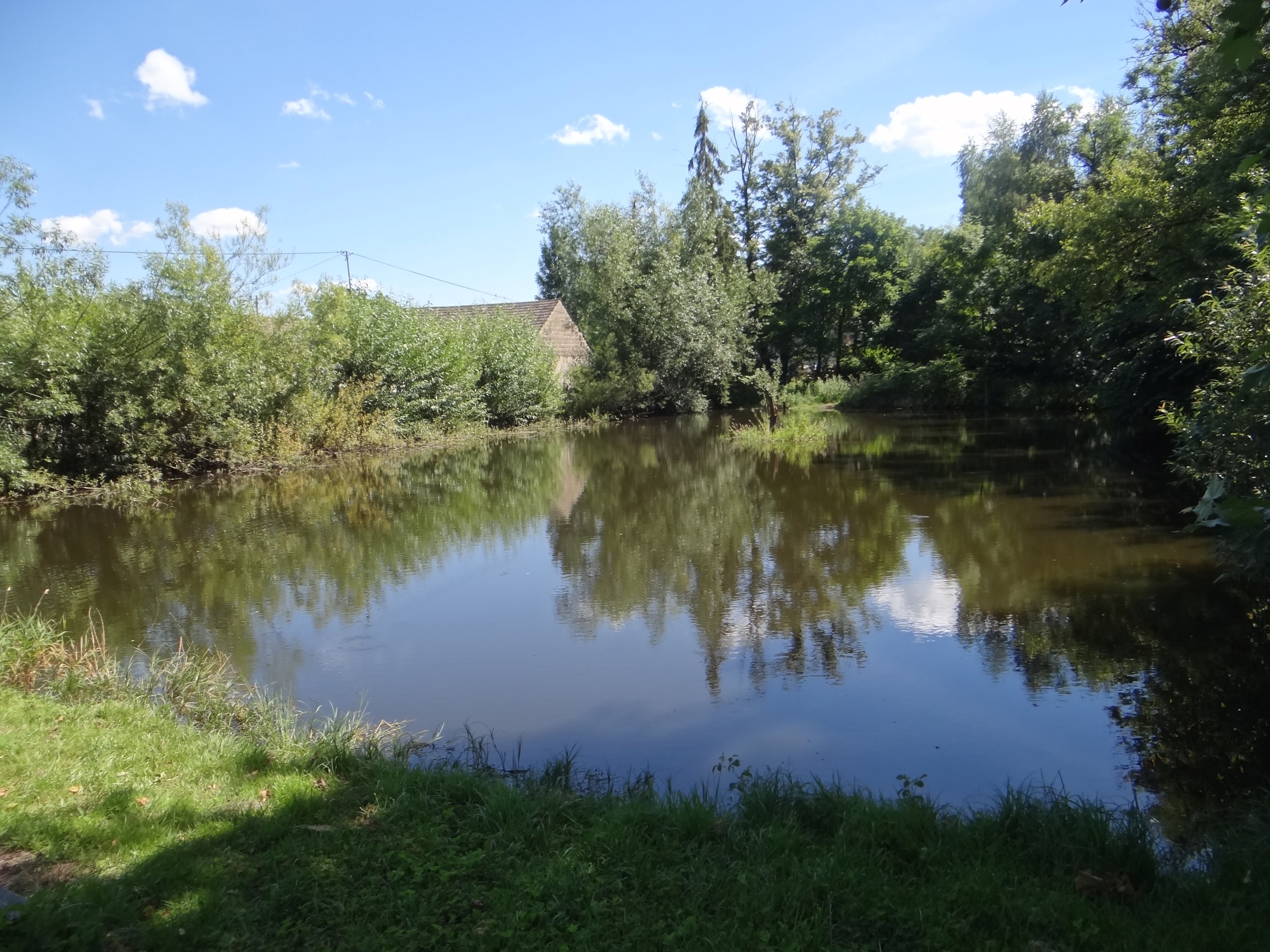
Staw
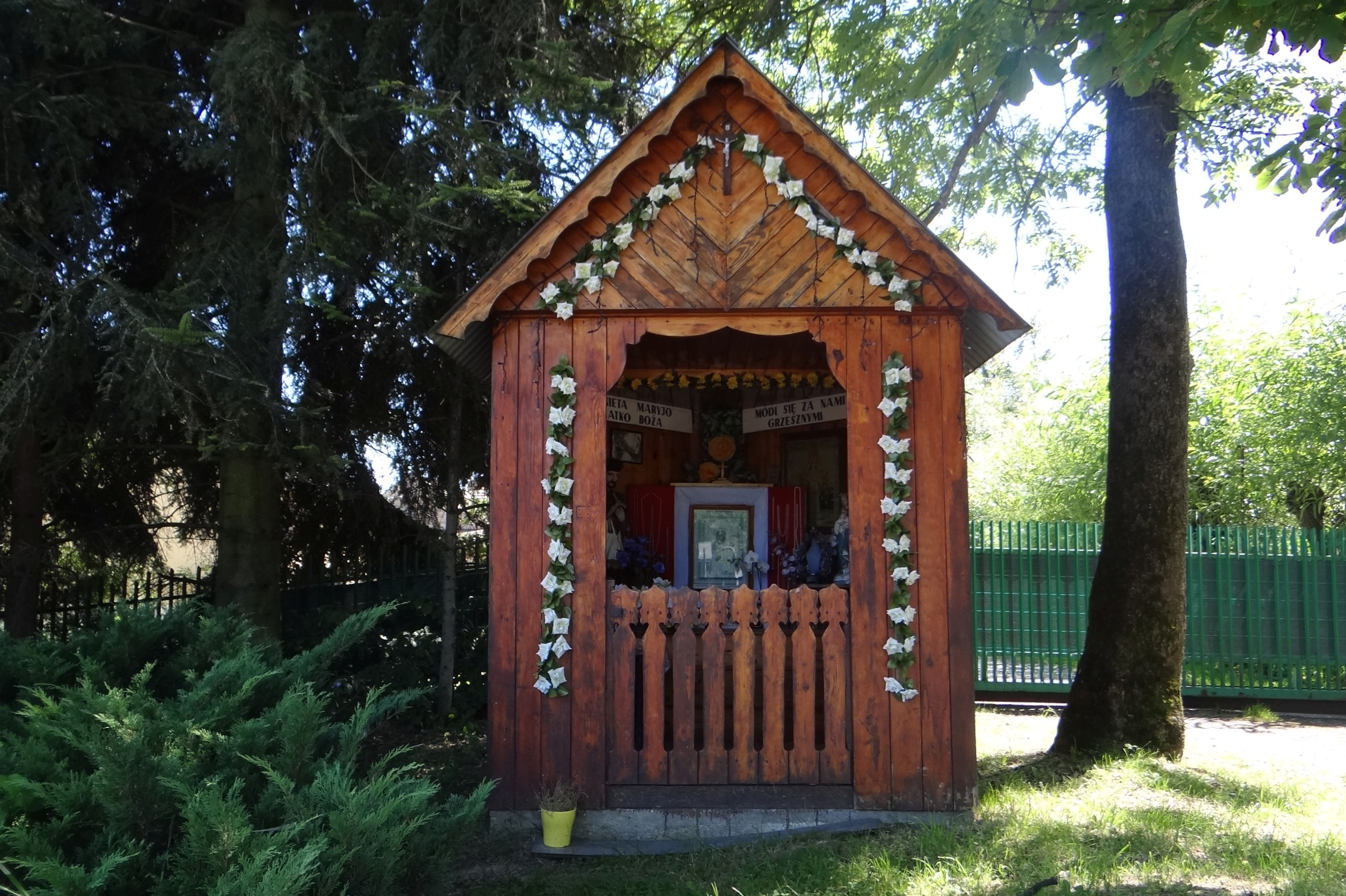
Kapliczka przy stawie